# Takamitsu Tomiyama
Takamitsu Tomiyama (富山 貴光, Tomiyama Takamitsu) est un footballeur japonais né le 26 décembre 1990 à Tochigi. Il évolue au poste d'attaquant.

## Biographie
Avec la sélection japonaise, il remporte les Jeux asiatiques en 2010.

## Palmarès
- Vainqueur des Jeux asiatiques en 2010 avec l'équipe du Japon
- Champion du Japon de D2 en 2015 avec l'Omiya Ardija